# Aspach (Heimenkirch)
Aspach (westallgäuerisch: Aschbach, Aschba) ist ein Gemeindeteil der Marktgemeinde Heimenkirch im bayerisch-schwäbischen Landkreis Lindau (Bodensee).

## Geographie
Die Einöde liegt rund 2,5 Kilometer südwestlich des Hauptortes Heimenkirch und zählt zur Region Westallgäu. Nördlich des Orts verläuft die Bundesstraße 32 sowie die Bahnstrecke Buchloe–Lindau. Des Weiteren verläuft nördlich die Gemeindegrenze zu Opfenbach.

## Ortsname
Der Ortsname stammt vom mittelhochdeutschen Wort aspe für Espe und bedeutet (Siedlung an) einem Espenwald.

## Geschichte
Nördlich der heutigen Siedlung verlief die Römerstraße Kempten–Bregenz. Im 11. oder 12. Jahrhundert wurde östlich auf dem Rotschachen die Spornburg Biesenberg errichtet. Aspach wurde erstmals urkundlich um das Jahr 1300 mit in Aspach als Lehen des Klosters Mehrerau erwähnt. Der Ort gehörte einst zum Gericht Simmerberg in der Herrschaft Bregenz.